# N'Deye Tabar Fall
N'Deye Tabar Fall é uma política mauritana. Ela foi uma das três mulheres nomeadas para o gabinete da Mauritânia pelo presidente Maaouya Ould Sid'Ahmed Taya, desejando "corrigir inúmeros erros de gestão cometidos no passado", em 1987. Ela tornou-se na secretária-geral do Ministério da Saúde e Assuntos Sociais; Khadijatou Bint Ahmed foi nomeada ministra das Minas e Indústria, tornando-se a primeira mulher a ocupar um cargo no governo na história do país, enquanto Lalla Mariam Bint Moulaye foi nomeada diretora associada do governo.